# This Is Your Life
This Is Your Life ist ein Tributealbum für den verstorbenen Black-Sabbath-, Rainbow- und Dio-Sänger Ronnie James Dio, initiiert von seiner Witwe Wendy Dio. Die Einnahmen des Albums gehen an Dios Krebs-Stiftung Ronnie James Dio Stand Up and Shout Cancer Fund. An This Is Your Life wirken vor allem alte Weggefährten und Freunde von Dio mit. Es handelt sich hauptsächlich um Neuaufnahmen, einige Songs, beispielsweise Doro Peschs Version von Egypt (The Chains Are On), sind jedoch bereits zuvor erschienen. Das Album erschien weltweit am 1. April 2014 über Rhino Records. Das Titelstück von Dio, This Is Your Life, erschien 1996 auf deren siebten Studioalbum Angry Machines.

## Titelliste
1. Neon Knights – Anthrax
2. The Last in Line – Tenacious D
3. The Mob Rules – Adrenaline Mob
4. Rainbow in the Dark – Corey Taylor, Roy Mayorga, Satchel, Christian Martucci, Jason Christopher
5. Straight Through the Heart – Halestorm
6. Starstruck – Motörhead + Biff Byford
7. The Temple of the King – Scorpions
8. Egypt (The Chains Are On) – Doro
9. Holy Diver – Killswitch Engage
10. Catch the Rainbow – Glenn Hughes, Simon Wright, Craig Goldy, Rudy Sarzo, Scott Warren
11. I – Oni Logan, Jimmy Bain, Rowan Robertson, Brian Tichy
12. Man on the Silver Mountain – Rob Halford, Vinny Appice, Doug Aldrich, Jeff Pilson, Scott Warren
13. Ronnie Rising Medley (A Light in the Black, Tarot Woman, Stargazer, Kill the King) – Metallica
14. This Is Your Life – Dio

Japanische Bonus-Edition
1. Heaven and Hell – Stryper
2. Stand Up and Shout – Dio Disciples

In einem Artikel von Blabbermouth.net wurden als Gäste auch Ian Gillan (Deep Purple), Chris Jericho (Fozzy), Sebastian Bach (Ex-Skid Row) und Dave Grohl (Ex-Nirvana, Foo Fighters) genannt. Ob und wie sie in das Album involviert sind, ist nicht bekannt.

## Aufnahmen
Die meisten der Aufnahmen entstanden speziell für dieses Album. Allerdings wurden auch einige der Songs bereits zuvor veröffentlicht: So erschien das Cover von The Mob Rules von Adrenaline Mob bereits auf deren EP Covertà aus dem Jahr 2013. Das Killswitch-Engage-Cover von Holy Diver wurde zuerst auf dem Sampler High Voltage!: A Brief History of Rock für Kerrang!, später auf As Daylight Dies veröffentlicht. Auch bei der Doro-Version von Egypt handelt es sich um ein bereits aufgenommenes Lied, das zuvor schon auf einer älteren Dio-Cover-CD erschien. Der japanische Bonus-Track Heaven And Hell von Stryper erschien erstmals 2011 auf deren Coveralbum The Covering.

## Erfolg
Tenacious D gewannen mit ihrer Version von The Last in Line 2015 einen Grammy in der Kategorie „Grammy Award for Best Metal Performance“,  für den ebenfalls Neon Knights von Anthrax nominiert war.

## Trivia
Glenn Hughes sang das Lied Catch the Rainbow bereits auf Ronnie James Dios Beerdigung am 30. Mai 2010.